# Radio Flyer
Radio Flyer is een Amerikaanse drama-fantasyfilm uit 1992, geregisseerd door Richard Donner en David M. Evans.

## Verhaal
Door de scheiding van de ouders van Mike en Bobby reizen ze met hun moeder door de Verenigde Staten. Ze gaan in Californië wonen. Daar leert hun moeder een nieuwe man kennen. Om financiële redenen draait hun moeder dubbele diensten als serveerster. Mike en Bobby blijven met hun stiefvader thuis, die helemaal geen aardige man blijkt te zijn als hun moeder van huis is. Dit verzwijgen ze voor hun moeder omdat ze haar geluk niet willen afnemen. Op een dag bedenken Mike en Bobby een fantastische oplossing.

## Rolverdeling
| Acteur          | Personage               |
| --------------- | ----------------------- |
| Elijah Wood     | Mike                    |
| Joseph Mazzello | Bobby                   |
| Lorraine Bracco | Mary                    |
| John Heard      | Jim Daugherty           |
| Adam Baldwin    | Jack "The King"         |
| Ben Johnson     | Geronimo Bill           |
| Tom Hanks       | Oudere Mike / Verteller |